# Jorge Daniel Martínez
Jorge Daniel Martínez (Montecarlo, 20 de juny de 1973) és un futbolista argentí, que ocupa la posició de defensa.
Al llarg de la seua carrera ha militat en diferents equips de la lliga argentina, competició que només va deixar en una breu estada a Espanya, per jugar amb el Reial Saragossa, sense massa èxit. Abans, havia destacat a les files d'Independiente. A més a més, ha militat en equips com el Boca Juniors, el River Plate o el Colón de Santa Fé.
Ha estat tres vegades internacional amb la selecció de futbol de l'Argentina. Va formar part del combinat del seu país que va acudir a la Copa Amèrica de 1997.